# Christian Gytkjær
Christian Lund Gytkjær (Roskilde, 6 de mayo de 1990) es un futbolista danés que juega como delantero y desde 2025 milita en la S. S. C. Bari de Italia.

## Clubes
| Club                 | País      | Año       |
| -------------------- | --------- | --------- |
| Lyngby BK            | Dinamarca | 2008-2010 |
| F. C. Nordsjælland   | Dinamarca | 2010-2013 |
| AB (cedido)          | Dinamarca | 2012      |
| Sandnes Ulf (cedido) | Noruega   | 2012      |
| F. K. Haugesund      | Noruega   | 2013-2016 |
| Rosenborg Ballklub   | Noruega   | 2016-2017 |
| TSV 1860 Múnich      | Alemania  | 2017      |
| Lech Poznań          | Polonia   | 2017-2020 |
| A. C. Monza          | Italia    | 2020-2023 |
| Venezia F. C.        | Italia    | 2023-2025 |
| S. S. C. Bari        | Italia    | 2025-     |

## Palmarés

### Títulos nacionales
| Título            | Club               | País      | Año  |
| ----------------- | ------------------ | --------- | ---- |
| Copa de Dinamarca | F. C. Nordsjælland | Dinamarca | 2011 |
| Tippeligaen       | Rosenborg Ballklub | Noruega   | 2016 |
| Copa de Noruega   | Rosenborg Ballklub | Noruega   | 2016 |